# Tovarnjak (Kornati)
Tovarnjak je nenaseljeni otočić u hrvatskom dijelu Jadranskog mora. Visok je 12 metara.
Njegova površina iznosi 0,022 km². Dužina obalne crte iznosi 0,69 km.

## Vanjske poveznice
|  | Zajednički poslužitelj ima još gradiva o temi Tovarnjak (Kornati) |